# Phyllanthera bifida
Phyllanthera bifida är en oleanderväxtart som beskrevs av Carl Ludwig von Blume. Phyllanthera bifida ingår i släktet Phyllanthera och familjen oleanderväxter. Inga underarter finns listade i Catalogue of Life.